# Blue Marble

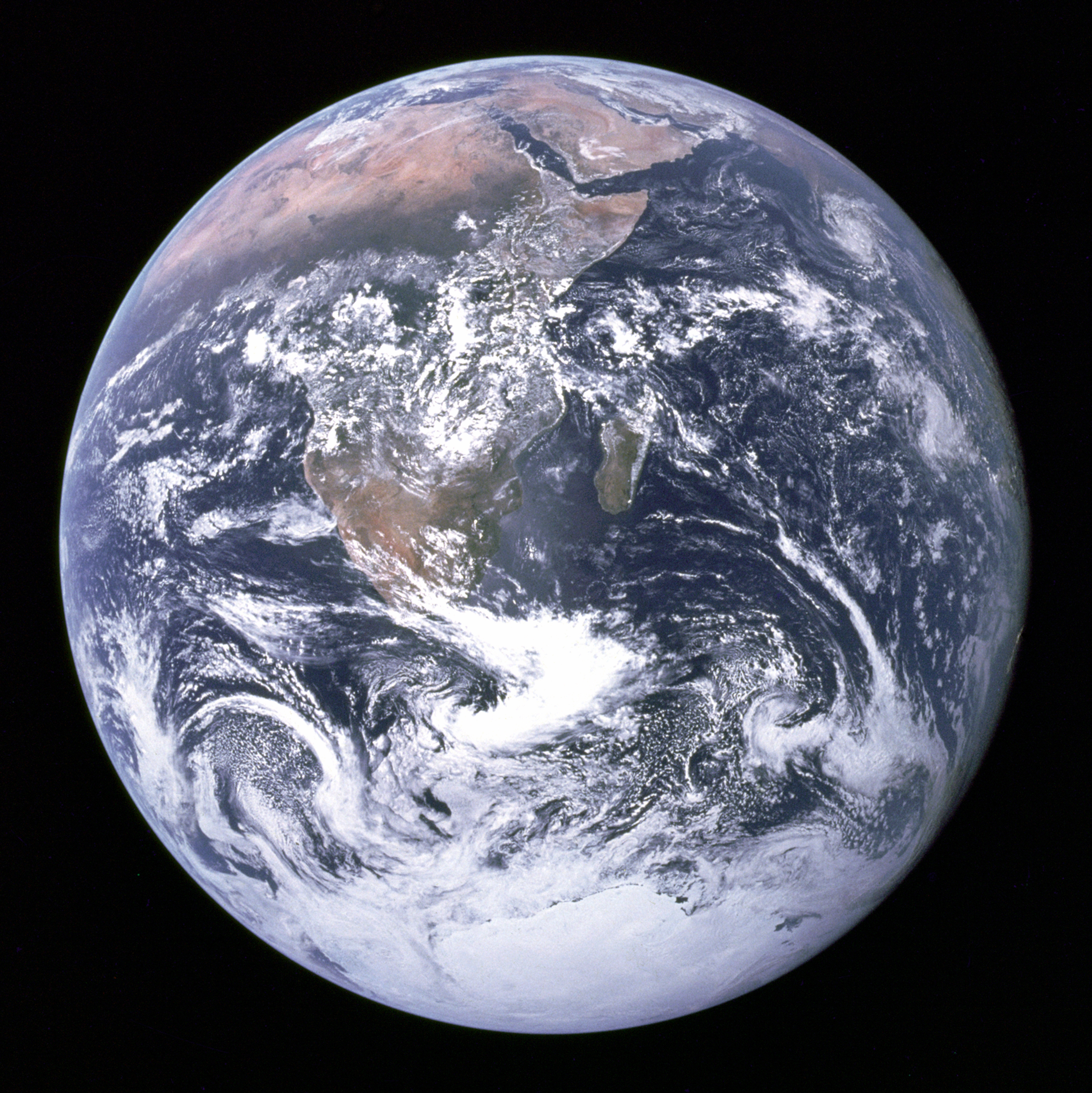
Originele toelichting (vertaald): "Uitzicht op de aarde vanuit de Apollo 17 onderweg naar de maan. De foto toont het gebied tussen het Middellandse Zeegebied en de Zuidpool. Dit is de eerste keer dat het traject van de Apollo een foto van de ijskap van de Zuidpool mogelijk maakte. Het zuidelijk halfrond is op deze foto zwaar bewolkt. Bijna de gehele kustlijn van Afrika is zichtbaar. Ten noordoosten van Afrika is het Arabisch Schiereiland duidelijk te zien. Het grote eiland ten oosten van het Afrikaanse continent is Madagascar. Het vasteland van Azië ligt aan de horizon in het noordoosten."

De Blue Marble is een beroemde foto van de aarde, genomen op 7 december 1972 door de bemanning van de Apollo 17 op ongeveer 29.000 kilometer afstand van de aarde.
De term Blue Marble (blauwe knikker) wordt door de NASA ook gebruikt voor een recentere serie datasets waarin de gehele aarde wordt getoond in een relatief hoge resolutie. Deze datasets zijn samengesteld uit satellietbeelden, die zijn geselecteerd op minimale bewolking. 

## De foto
De foto die op 7 december 1972 door de astronauten werd genomen is waarschijnlijk een van de meest verspreide foto's ooit. Er zijn maar weinig foto's van de volledig verlichte aarde, waarbij de astronauten dus de zon in de rug hebben bij het nemen van de foto. Voor de astronauten leek de aarde op een blauwe knikker, vandaar de naam.

### Geschiedenis

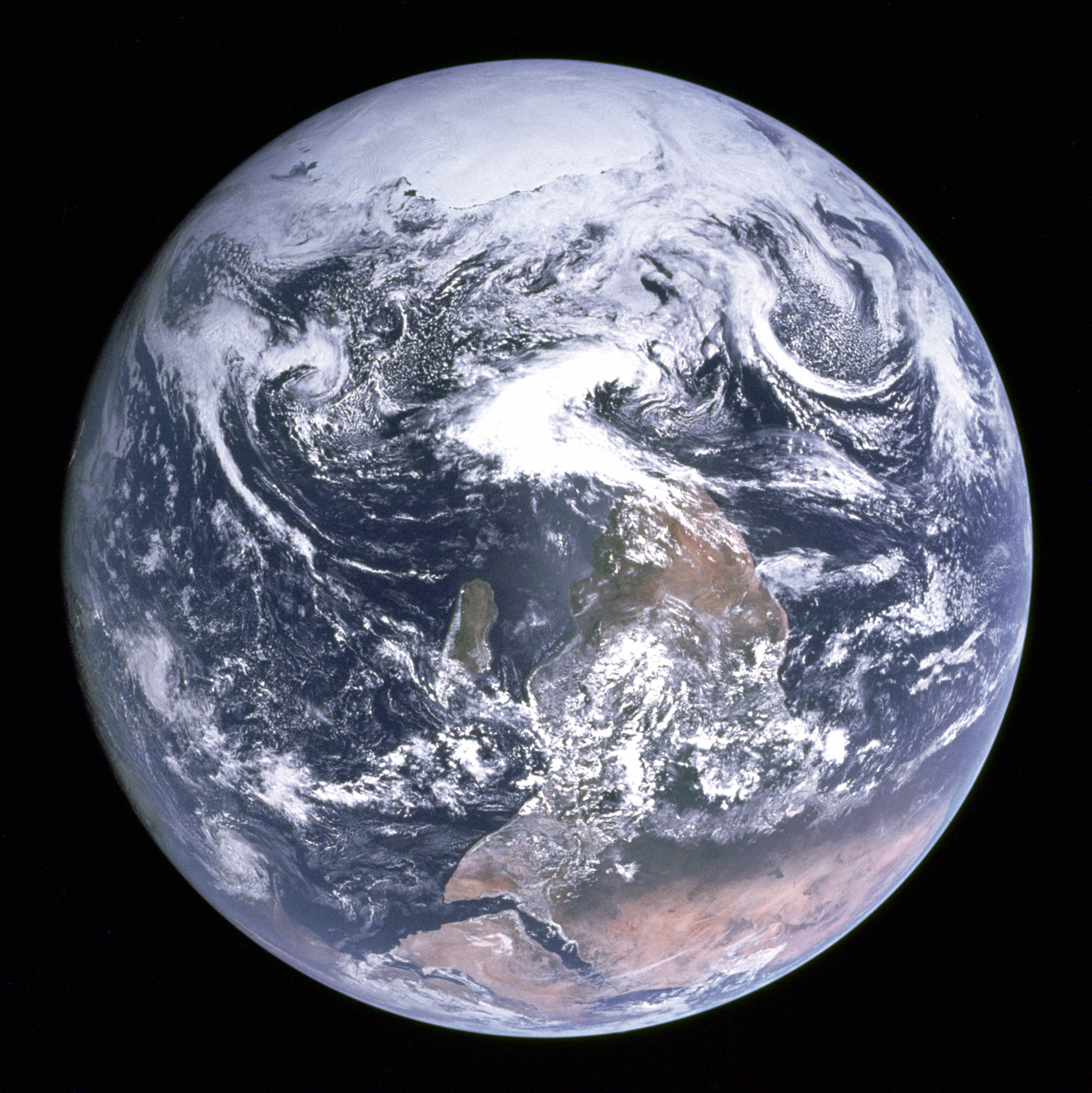
In de originele foto was de Zuidpool boven, vanwege de richting waarin de Apollo 17 reisde op dat moment.

De foto werd genomen op 7 december 1972 om 5:39 a.m. EST (10:39 gecoördineerde wereldtijd), ongeveer 5 uur en 6 minuten na de lancering. en ongeveer 1 uur en 54 minuten nadat de raket de parkeerbaan rond de aarde verliet en aan zijn reis naar de maan begon. De lanceertijd 12:33 a.m. EST betekende dat het overdag was in Afrika gedurende de eerste uren van de vlucht. En omdat de winterzonnewende in aantocht was, is Antarctica ook verlicht.
De officiële NASA aanduiding van de foto is AS17-148-22727 (de foto net ervoor, AS17-148-22726, is bijna identiek en wordt ook gebruikt als een foto van de volle aarde). De gebruikte camera is een  70 millimeter Hasselblad met een 80 millimeter-lens. NASA schrijft de foto officieel toe aan de gehele bemanning van Apollo 17: Eugene Cernan, Ronald Evans en Harrison Schmitt, die allemaal de Hasselblad tijdens de reis hebben gebruikt om foto's te maken. Na de missie bleek dat Jack Schmitt waarschijnlijk de maker is van de beroemde foto, hoewel dat nooit geheel vast is komen te staan.
Apollo 17 was de laatste bemande maanmissie. Sindsdien zijn er geen mensen meer veraf genoeg geweest om de hele aarde in één foto te kunnen vangen. 
De Blue Marble was de eerste duidelijke foto van een volle aarde. De jaren 70 waren een periode van milieuactivisme en de foto werd gezien als een afbeelding van de kwetsbaarheid van de aarde en de eenzaamheid van de aarde in de ruimte. NASA-archivist Mike Gentry schatte in dat de Blue Marble de meest wijdverspreide foto in de menselijke geschiedenis is.
De foto werd genomen met de Zuidpool boven, maar werd voor verspreiding geroteerd.

## De satellietfoto-series

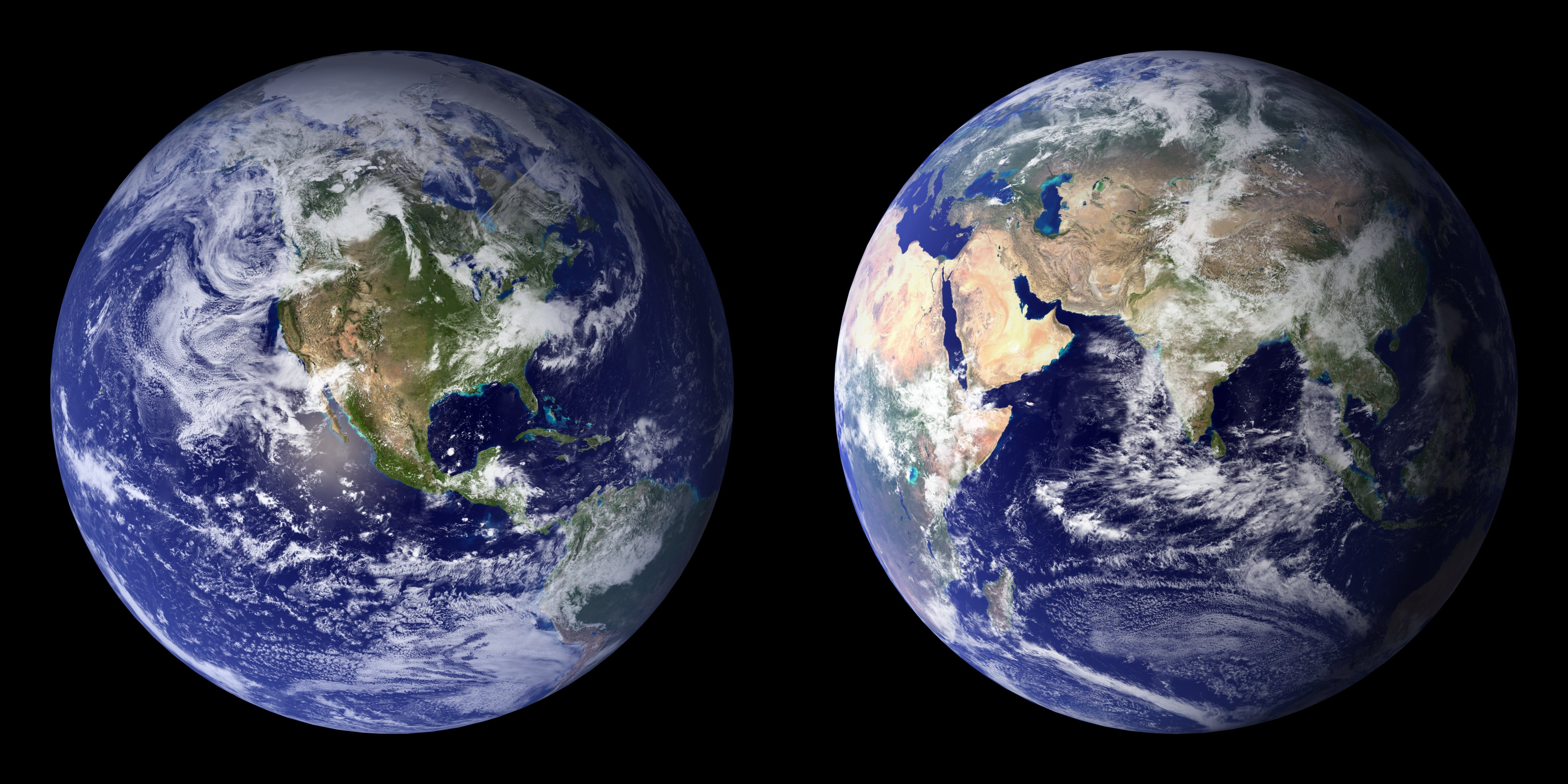
samengestelde Blue Marble-beelden, door de NASA gemaakt in 2001 (links) en 2002 (rechts).

Een animatie van Blue Marble Next Generation-beelden.

In 2002 gaf de NASA een grote set satellietbeelden vrij: beelden die geschikt waren om direct te bekijken en beelden die geschikt waren om verder te bewerken. Eén km/pixel was toen de hoogste vrijgegeven resolutie.
De vrijgegeven beelden werden enthousiast ontvangen. In 2005 werd een volgende serie uitgegeven: Blue Marble: Next Generation. Deze serie was samengesteld met behulp van automatische beeldselectie waarmee een volledig wolkenloze afbeelding van de wereldbol van alle twaalf maanden kon worden gemaakt, op een hogere resolutie van 500m/pixel. De eerdere uitgave was (noodgedwongen) niet realistisch geweest op het punt van de afgebeelde vegetatie en het sneeuwdek. De nieuwste uitgave was op dit punt wel correct.
Sommige spellen, zoals Supreme Ruler 2010 en Supreme Ruler 2020, maken gebruik van deze datasets.

### Foto's uit 1972
- The one, the only, photograph of Earth, een korte lijst van plekken waar de foto is gebruikt
- Apollo Image Atlas, foto's uit het blad NN van de 70mm-Hasselblad-camera van de Apollo 17 (onder andere de Blue Marble-foto)

### Foto's uit de 21e eeuw
- Blue Marble (2002)

  - Blue Marble Mapserver, webinterface om de grote foto hierboven in kleine delen te bekijken
- Blue Marble: Next Generation (2005; een afbeelding per maand)
  - Blue Marble Navigator, webinterface om deze afbeelding in delen te bekijken, incl. links naar download sites
  - Blue Marble: Next Generation in NASA World Wind